# Schweizerische Herzstiftung
Die Schweizerische Herzstiftung ist eine gemeinnützige in der Schweiz tätige Stiftung. Sie bezweckt insbesondere die Erforschung und Bekämpfung der Herz- und Gefässkrankheiten sowie des Hirnschlags, die Aufklärungs- und Präventionsarbeit in der Bevölkerung sowie die Beratung und Betreuung von Betroffenen sowie ihren Angehörigen.
Neben finanziellen Beiträgen an ausgewählte Forschungsprojekte bietet die Schweizerische Herzstiftung in Zusammenarbeit mit Herzspezialisten Auskunft und Betreuung für Betroffene sowie Informationsmaterial über Risikofaktoren, Krankheitsbilder, Krankheitssymptome, korrektes Verhalten in Notfällen, diagnostische und therapeutische Massnahmen sowie Präventionsmöglichkeiten für die Bevölkerung. Darüber hinaus veranstaltet sie nationale Aufklärungs- und Sensibilisierungskampagnen für die Öffentlichkeit oder bestimmte Kreise sowie Vortragsveranstaltungen und Aktionen zur Früherkennung von Risikofaktoren. Mit speziellen Dienstleistungen engagiert sie sich in der betrieblichen Gesundheitsförderung und bietet Ausbildungen und Beratungen zum richtigen Verhalten bei Herz- und Hirnnotfällen an. Über die gegenwärtig 130 in allen Regionen der Schweiz existierenden Herzgruppen fördert sie zudem die langfristige Nachsorge, indem sich Betroffene in Herzgruppen zu einem angepassten Bewegungstraining treffen, Informationen für einen gesunden Lebensstil erhalten und den Erfahrungsaustausch untereinander pflegen können. Finanziert wird die Schweizerische Herzstiftung hauptsächlich aus Spenden, Legaten und Sponsoringbeiträgen.
Die Stiftung wurde 1967 von einer Gruppe Schweizer Ärzte gegründet. Hintergrund war die alarmierende Zunahme von Herz-Kreislaufkrankheiten, die sich damals zur mit Abstand häufigsten Todesursache in der Schweiz entwickelt hatten. Wenn auch mit einem kleineren Anteil als damals bilden Herz-Kreislauferkrankungen noch heute die häufigste Todesursache und stellen einen der Hauptgründe für bleibende Behinderungen dar.